# Antonina Georgievna Borisova
Antonina Georgievna Borisova-Bekrjasova (ryska: Антонина Георгиевна Борисова-Бекряшова), född 1903, död 1970, var en rysk botaniker som inriktade sig på centralasiatiska öken- och stäppväxter, framför allt växter i familjen Crassulaceae (fetbladsväxter).
Auktorsnamnet Boriss. kan användas för Antonina Georgievna Borisova i samband med ett vetenskapligt namn inom botaniken; se Wikipediaartiklar som länkar till auktorsnamnet.